# Brygada artylerii
Brygada artylerii – związek taktyczny  w skład którego wchodzi kilka  pułków lub dywizjonów artylerii uzbrojonych w armaty, haubice, moździerze lub rakiety. W skład brygady artylerii wchodzą także pododdziały dowodzenia, pododdział rozpoznania artyleryjskiego i pododdziały zabezpieczenia logistycznego.